# Hans von Kessel (General)
Karl Gustav Berthold Hans von Kessel (* 5. Juli 1867 in Freiburg in Schlesien, Provinz Schlesien; † 25. Mai 1945 in Goslar) war ein preußischer Generalmajor und zuletzt bis 1919 Direktor des Allgemeinen Kriegsamts im  Kriegsministerium.

## Leben
Kessel war der Sohn eines in Frankreich verstorbenen Hauptmanns. Er trat 1885 in die Preußische Armee ein und wurde am 15. Januar 1887 zum Sekondeleutnant befördert. Im weiteren Verlauf seiner Militärkarriere wurde er 1897 zum Großen Generalstab kommandiert und war später Kommandeur des I. Bataillons im 2. Ober-Elsässischen Infanterie-Regiment Nr. 171, bevor er 1914 als Oberstleutnant in den Generalstab des V. Armee-Korps nach Posen versetzt wurde. Während des Ersten Weltkriegs wurde er Anfang Juli 1914 zum Chef des Generalstabes dieses Armeekorps ernannt und am 24. Juli 1915 zum Oberst befördert. Bis Anfang Februar 1917 blieb er in dieser Kommandierung. Vom 5. April bis 3. November 1918 fungierte Kessel als Kommandeur der 61. Infanterie-Brigade. Den Krieg beendete er als Generalmajor.
Als solcher war er im Rahmen des Grenzschutzes Ost in Schlesien eingesetzt. In seinem letzten Dienstjahr als Direktor des Allgemeinen Kriegsamts war er zugleich stellvertretendes Mitglied Preußens im Staatenausschuss sowie Mitglied des Reichsdisziplinarhofs.
Kessel war seit 1898 mit Elisabeth von Salisch (1877–1945), verheiratet. Die Ehe blieb kinderlos.